# Maromme
Maromme ist eine französische Stadt mit 11.005 Einwohnern (Stand: 1. Januar 2022) im Département Seine-Maritime in der Region Normandie. Sie gehört zum Kanton Canteleu. Die Einwohner werden Marommais genannt.

## Geografie
Maromme liegt am Cailly und etwa fünf Kilometer nordwestlich von Rouen an der Autoroute A150. Maromme wird umgeben von den Nachbargemeinden Saint-Jean-du-Cardonnay im Norden und Nordwesten, Notre-Dame-de-Bondeville im Norden und Nordosten, Déville-lès-Rouen im Osten, Canteleu im Süden und La Vaupalière im Westen. 

## Geschichte
Als Matrona wird der Ort erstmals 1028 erwähnt. 

## Sehenswürdigkeiten
- Die Kirche Saint-Martin wurde zwischen 1852 und 1869 errichtet.
- Das Wohnhaus von Aimable Pélissier

## Persönlichkeiten
- Aimable Pélissier (1794–1864), Marschall
- Georges Chedanne (1861–1940), Architekt
- Georges Bradberry (1878–1959), Maler
- Lucien Duquesne (1900–1991), Langstrecken- und Hindernisläufer

## Gemeindepartnerschaften
Es bestehen Partnerschaften zu folgenden Gemeinden:
- Norderstedt, Schleswig-Holstein, Deutschland
- Signa, Provinz Florenz, Italien
- Binche, Wallonien, Belgien
- Oadby and Wigston, Leicestershire, Vereinigtes Königreich